# Ad-limina-Besuch
Ad-limina-Besuche sind eine kirchenrechtliche Verpflichtung der römisch-katholischen Bischöfe, in der Regel alle fünf Jahre dem Papst einen persönlichen Bericht über den Zustand der jeweiligen Diözese zu geben. Der Begriff leitet sich her von visitatio ad limina apostolorum: „Besuch bei den Türschwellen (der Grabeskirchen) der Apostel (Petrus und Paulus)“; die Reise nach Rom hat dadurch für die Bischöfe den beschwichtigenden Charakter einer Pilgerfahrt an die Gräber der Apostel.

## Regelung
Der Ad-limina-Besuch wird durch die Canones 399 und 400 des Codex Iuris Canonici (CIC) bzw. Canon 208 des Codex Canonum Ecclesiarum Orientalium (CCEO) geregelt. Verpflichtet zu dem Besuch sind Diözesanbischöfe, die seit mindestens zwei Jahren im Amt sind. Sie müssen der Verpflichtung persönlich nachkommen, bei rechtmäßiger Verhinderung können sie sich durch den jeweiligen Koadjutor, einen Weihbischof oder einen geeigneten Priester aus dem Bistum vertreten lassen.

## Geschichte
Diese verpflichtenden Reisen der Bischöfe nach Rom sind bereits im 4. Jahrhundert bezeugt.
Seit dem 12. Jahrhundert wurden diese Besuche zunehmend geregelt. Zunächst wurden die Vorsteher der Kirchenprovinzen, die Metropoliten oder Erzbischöfe, verpflichtet, später aber alle Bischöfe.
Nach dem Konzil von Trient erließ Papst Sixtus V. 1585 die Apostolische Konstitution Romanus Pontifex, die zu den Besuchen verpflichtete. Grund war der Versuch, mehr Kontrolle über die Bischöfe zu gewinnen. Als Inhalt des Besuches wurde festlegt: Besuch und Verehrung der Apostelgräber, Begegnung mit dem Papst und Bericht über den Zustand des jeweiligen Bistums.
Jedoch ist vor 1800 kein deutscher Fürstbischof regelmäßig nach Rom gereist. Warum auch sollte ein Hochadliger zum Papst, einem nur mittleren Fürsten, nach Rom pilgern.

## Gegenwärtiger Ablauf
Zum vorgeschriebenen Ablauf gehören Messfeiern an den Gräbern der Apostel im Petersdom und in der Kirche Sankt Paul vor den Mauern, meist auch in den beiden weiteren Papstbasiliken Roms (Santa Maria Maggiore und San Giovanni in Laterano).
Der Besuch dient dem Austausch zwischen den Ortskirchen und der Leitung der Weltkirche. Die deutschen Diözesanbischöfe werden gewöhnlich von ihren Weihbischöfen begleitet. Zentral ist ein nicht öffentliches Gespräch der Bischöfe mit dem Papst; wenn der Papst dabei eine Ansprache hält, wird diese manchmal veröffentlicht. Zur Vorbereitung reichen die einzelnen Bistümer einen Fünfjahresbericht über die Situation im jeweiligen Bistum ein, und zwar in den Bereichen Soziales, Liturgie, Bildung, Kommunikation und über die finanzielle Lage. Heute muss der Bericht bereits sechs bis spätestens drei Monate vor dem Besuch in schriftlicher Form nach Rom geschickt werden, damit die Kurie Gelegenheit bekommt, einen entsprechenden Austausch und Ansprachen vorzubereiten.
Während des Besuchs führen die Bischöfe auch Gespräche in den verschiedenen Dikasterien des Vatikans.
Durchschnittlich kommen jedes Jahr etwa 500 Bischöfe zum Ad-limina-Besuch nach Rom, nicht selten schließen sich mehrere Bischöfe einer Region dabei zusammen.
Aufgrund verschiedener Umstände – zuletzt infolge der COVID-19-Pandemie – kann sich der Abstand zwischen den Ad-limina-Besuchen auch vergrößern oder verkürzen.

## Ad-limina-Besuche der deutschsprachigen Bischöfe
Vom 8. bis 20. November 1999 waren die deutschen Bischöfe in drei Gruppen in Rom, vom 6. bis 18. November 2006 in zwei Gruppen: sodann eine Woche im November 2015.
Österreichs Bischöfe waren im Januar 2014 in Rom, die Schweizer Bischöfe Anfang Februar 2005, im Dezember 2014 und – verzögert wegen der COVD-19-Pandemie – im November 2021. Der nächste Besuch der Bischöfe aus Österreich fand – ebenfalls verzögert  – vom 12. bis 17. Dezember 2022 statt.
Vom 14. bis 19. November 2022 fand der letzte Ad-limina-Besuch der deutschen Bischöfe statt, an dem rund 60 Diözesanbischöfe und Weihbischöfe aus Deutschland teilnahmen. Die Bischöfe warben auch für die Reformen des Synodalen Wegs, eines mehrjährigen Gesprächsprozesses in Deutschland. An Kernthemen nannte der stellvertretende Vorsitzende der Deutschen Bischofskonferenz Franz-Josef Bode christliche Anthropologie und die Gender-Thematik sowie das Verhältnis von Seelsorge und kirchlicher Lehre: Wie wirkt sich die Lebenswirklichkeit von Menschen als Zeichen der Zeit auch auf die Lehre aus? Das zweistündige Gespräch der Bischöfe mit dem Papst war am 17. November, an einem weiteren Gespräch am 18. November mit Kardinalstaatssekretär Pietro Parolin und den Präfekten des Glaubens- und des Bischofsdikasteriums, Kardinal Luis Ladaria und Marc Ouellet, nahm der Papst überraschend nicht mehr teil. Dabei äußerten die Kardinäle Bedenken und Vorbehalte gegenüber der Methodik, den Inhalten und den Vorschlägen des Synodalen Weges und machten Vorschläge, die Anliegen in die Synode der Gesamtkirche einfließen zu lassen. Der Vorschlag eines Moratoriums für den Synodalen Weg, den Kardinal Oeullet einbrachte, wurde jedoch verworfen. Der Vatikan veröffentlichte die Statements der Kardinäle Ladaria und Ouellet im Anschluss an das Treffen. Dies wird als Anzeichen dafür gesehen, dass es offensichtlich  bei dem Treffen zu „härteren Auseinandersetzungen“ gekommen sei, so der Freiburger Theologe Magnus Striet; nach Striets Einschätzung war es eine Demütigung der deutschen Bischöfe, dass der Papst nicht, wie angekündigt, an dem interdikasteriellen Treffen teilnahm.